# Brevitubus haitun
Espèce
Synonymes
- Otacilia haitun Liu, Xu & Yin, 2023

Brevitubus haitun est une espèce d'araignées aranéomorphes de la famille des Phrurolithidae.

## Distribution
Cette espèce est endémique du Guangxi en Chine,. Elle se rencontre dans les xians de Shanglin et de Wuming.

## Description
Le mâle holotype mesure 3,40 mm et la femelle paratype 4,08 mm.

## Systématique et taxinomie
Cette espèce a été décrite sous le protonyme Otacilia haitun par Liu, Xu et Yin en 2023. Elle est placée dans le genre Brevitubus par Zhu, Liao, Yin et Xu en 2025.

## Publication originale
- Liu, Xu & Yin, 2023 : « A survey of the Phrurolithidae (Arachnida: Araneae) of Damingshan National Natural Reserve, south China. » Zootaxa, no 5278(3), p. 511-536.